# Волочаевская улица (Москва)
Волоча́евская у́лица — улица в восточной части центра Москвы в Лефортово и Таганском районе между Красноказарменной площадью и Гжельским переулком.

## Происхождение названия
Первоначальное название Золоторожская получила по названию ручья Золотой Рожок. В 1919 году была переименована в Бухаринскую по имени большевистского деятеля Николая Бухарина. В 1937 году после того, как последнего репрессировали, была названа Волочаевской — по названию станции Волочаевка, у которой произошло одно из ключевых сражений Гражданской войны, когда Народно-революционная армия Дальневосточной республики сразилась с Белой гвардией.

## Описание

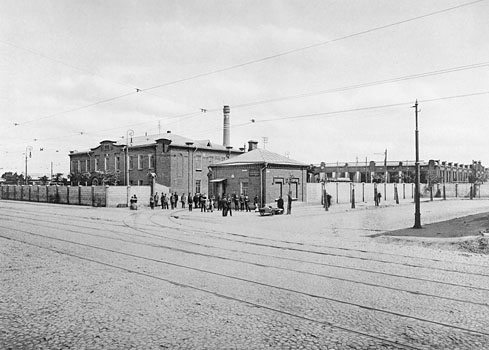
Золоторожский парк городских железных дорог, угол Волочаевской улицы и Таможенного проезда. Альбом зданий, принадлежащих Московскому городскому общественному управлению, 1913 год.

Волочаевская улица начинается от Гжельского переулка и идёт на север до Красноказарменной площади.

## Здания и сооружения

### По нечётной стороне
- № 3 — Астраханские казармы, кирпичное здание дореволюционной постройки. Ныне — Военный университет Министерства обороны Российской Федерации.
- № 9, угол с Таможенным проездом — Золоторожский парк городских железных дорог. Двухэтажное здание из красного кирпича построено в 1909—1911 годах[2]. После революции парк неоднократно менял своё название, в настоящее время это Трамвайно-ремонтный завод, филиал Сокольнического вагоноремонтно-строительного завода.
- № 48, стр. 1 — здание бывшего Дворца культуры завода «Серп и Молот». Комплекс помещений для Дворца культуры был спроектирован И. Ф. Милинисом и построен в живописном месте — на склоне холма у берега Яузы, близ Андроникова монастыря.

Разновеликие объёмы конструктивисткого ансамбля составляют в плане усложнённую букву «Г». В коротком и широком восточном корпусе располагался театр, в длинном невысоком западном корпусе находились кружки и секции. Театральная (клубная) и кружковая части соединены переходом. Черты конструктивизма проявляются во многих элементах внешнего оформления ансамбля — широких ленточных окнах и световых витринах, «вытекающем» из стены изогнутом козырьке фойе, открытых галереях, форме спускающихся от клубного корпуса к Волочаевской улице широких парадных лестниц.
В 1940—1950-е годы оформление комплекса было дополнено элементами сталинской неоклассики: парадный двор был окружён балюстрадой, на балюстраде лестницы появились вазоны, на стенах клубного корпуса — каннелированные пилястры. Зрительный зал получил лепной декор, окна зала были заложены, а кровля клубной части была заменена на двусхкатную.
С середины 1990-х годов здание перестало использоваться по первоначальному назначению. Помещения сдавались в аренду, часть комплекса пришла в запустение, были утрачены спортивный зал, балконы фойе, значительная часть оформления зрительного зала.

### По чётной стороне
- № 38,  памятник архитектуры (федеральный) — дача Строганова на Яузе. Здание XVIII века, авторство приписывается архитектору Родиону Казакову. Дарственная на участок была получена в 1751 году бароном Сергеем Григорьевичем Строгановым, сыном сподвижника Петра I Григория Строганова. Мужская ветвь рода Строгановых на правнуке Сергея Григорьевича прервалась, и в 1828 году владельцами огромной усадьбы стали купцы Алексеевы, которые оборудовали здесь текстильную фабрику[5].
- № 40,  памятник архитектуры (федеральный) — здание таможни (конец XVIII—начало XIX века).
- № 40 Г, стр. 4,  памятник архитектуры (региональный) — ткацкий корпус золотоканительной фабрики Алексеевых (конец XVIII—XIX век).

| - № 3, Астраханские казармы (2008 год) - № 9, Золоторожский парк городских железных дорог (1909) - № 38, дача Строганова на Яузе (XVIII век, вид из парка) - Центральный портик усадьбы Строганова |

## Улица в кинематографе
- Художественный фильм «Дом, в котором я живу» (1956): на чётной стороне улицы, между Строгановским и Золоторожским проездами, были сооружены декорации четырёхэтажного дома, в котором жили главные герои фильма[6]; на трамвайных путях рядом с железнодорожным мостом Курского и Горьковского направлений Московской железной дороги снята сцена проводов Дмитрия (Михаил Ульянов) в очередную геологическую экспедицию[7].
- Телесериал «Жизнь и судьба» (2012): в январе 2011 года на стыке Волочаевской улицы, Гжельского переулка, Хлебникова переулка и Андроньевского проезда были сняты первые кадры сериала с эпизодами жизни героев, вернувшихся в военную Москву из эвакуации[8].

## Общественный транспорт
- Автобусы № 125.
- Трамваи № 4, 32, 43.